# Condado de Reuss-Ebersdorf
Reuss-Ebersdorf foi um condado e, posteriormente, um principado encravado na região da Turíngia. Seus soberanos formaram, a partir de 1806, o chamado Principado da Linha Junior de Reuss (em alemão Fürstentum Reuß jüngerer Linie), em virtude da elevação, nesse ano, dos antigos condes à condição de príncipes. O pequeno Estado integrou o Sacro Império Romano-Germânico.

## História
Após a morte de Henrique X, em 1671, o condado de Reuss-Lobenstein foi governado conjuntamente por seus três filhos. Em 1678 o Estado foi dividido em três condados menores: o território remanescente de Reuss-Lobenstein foi entregue a Henrique III, o condado de  Reuss-Hirschberg foi entregue a Henrique VII  e o condado de Reuss-Ebersdorf foi entregue a Henrique X.
Em 1806 o título dos governantes de Reuss-Ebersdorf foi elevado à condição de Príncipe. Com a morte de Henrique LIV de Reuss-Lobenstein, em 1824, o príncipe Henrique LXXII de Reuss-Ebersdorf sucedeu-lhe e tomou para si o título de Príncipe de Reuss-Lobenstein-Ebersdorf, mantendo essa condição até 1848, quando as Revoluções Liberais o obrigaram a abdicar em favor do príncipe soberano de Reuss-Schleiz .
A rainha Vitória I do Reino Unido foi bisneta, por via materna, de Henrique XXIV, terceiro conde soberano de Reuss-Ebersdorf.

## Governantes de Reuss-Ebersdorf

### Condes de Reuss-Ebersdorf (1678–1806)
- Henrique X de Reuss-Ebersdorf, 1678–1711
- Henrique XXIX de Reuss-Ebersdorf, 1711–1747
- Henrique XXIV de Reuss-Ebersdorf, 1747–1779
- Henrique LI de Reuss-Ebersdorf, 1779–1806 (elevado a príncipe em 1806)

## Nota
- Este artigo foi inicialmente traduzido, total ou parcialmente, do artigo da Wikipédia em inglês cujo título é «Reuss-Ebersdorf», especificamente desta versão.